# R-400 Oka (SS-23 Spider)
R-400 Oka (SS-23 Spider) – zestaw rakiet średniego zasięgu produkcji radzieckiej.
Został utworzony w latach 70 XX wieku. Miał za zadanie zastąpić rakiety Scud B. Nie jest użytkowany.
Można wyróżnić następujące rodzaje tej broni:
- 9M714W z głowicą atomową (9N63) – maksymalny zasięg rakiety to 480 km;
- 9M714F z głowicą odłamkową o wadze 450 kg – maksymalny zasięg rakiety to 450 km;
- 9M714K z głowicą kasetową o wadze 715 kg – maksymalny zasięg rakiety to 300 km.

## Historia
Prace nad systemem rakietowym 9K714 ”Oka” rozpoczęto w 1972 roku w biurze konstrukcyjnym KBM (Biuro Konstrukcyjne Budowy Maszyn) w Kołomnie. Jego głównym konstruktorem był Siergiej Pawłowicz Niepobiedimyj, który kierował biurem w latach 1965-89. Zadecydowano, że w jego skład wejdzie rakieta napędzana silnikiem na stały materiał pędny. Po rozpatrzeniu poszczególnych wariantów projektu, w 1973 r. podjęto decyzję o rozpoczęciu prac badawczo-rozwojowych nad konstrukcją kompleksu 9K714 z rakietą o zasięgu 400 km. Realizacja zadania stworzenia całego systemu uzbrojenia była wielkim wyzwaniem i wysiłkiem. W pracach brało udział ponad 120 organizacji: instytutów, zjednoczeń i zakładów produkcyjnych. Układ kierowania rakiety został opracowany przez CNII AiG (Centralny Instytut Naukowo-Badawczy Automatyki i Hydrauliki, główny konstruktor B. S. Koliesow). Projektowaniem głównych agregatów systemu tj. samobieżnej wyrzutni, pojazdu transportowo-załadowczego, pojazdu transportowego i naziemnego oprzyrządowania technologicznego zajmowało się Biuro Konstrukcyjne Zawoda Barrikady pod kierownictwem G. l. Siergiejewa.
Taktyczno-operacyjny kompleks rakietowy 9K714 jest samobieżnym, precyzyjnym, zautomatyzowanym systemem przeznaczonym do transportu, przygotowań przedstartowych i odpalania rakiet kierowanych do celów o dużym znaczeniu, znajdujących się na głębokości operacyjnej i taktycznej (odległych o 50 do 300 km). Bazą dla kompleksu jest autonomiczne, pływające, terenowe, czteroosiowe podwozie typu BAZ-6944 o formule 8x8. W pełni obciążony BAZ-6944 może osiągnąć na szosie prędkość 70 km/h, na polnej drodze bitej 40 km/h, a w terenie 20 km/h. Na wodzie może się poruszać z prędkością 8-10 km/h, dzięki dwóm pędnikom wodnostrumieniowym, umieszczonym w tylnej części wozu, za ostatnią parą kół. Takie podwozia wykorzystują wyrzutnie 9P71 oraz pojazdy transportowo-załadowcze 9T230.
Wyrzutnia 9P71 zapewnia, bez pomocy żadnych dodatkowych urządzeń, przygotowania do startu rakiety, wypracowanie danych do strzelania i możliwość zmiany już zaprogramowanych koordynat celu. Podczas wszystkich tych czynności rakieta może znajdować się w położeniu transportowym, a czteroosobowa załoga nie opuszcza hermetyzowanego (system ochrony przed ABC) przedziału załogi. Ciężar wyrzutni, bez pocisku rakietowego, sięga 24730 kg, zaś w położeniu bojowym wynosi 29000 kg. Do transportu i załadunku rakiet na wyrzutnię służy wóz transportowo-załadowczy 9T230. Ma on w stosunku do wyrzutni 9P71 inaczej rozwiązaną tylną część nadwozia. Znajduje się tam otwarta platforma ładunkowa, przykryta brezentową opończą (wyrzutnia ma tam całkowicie zamknięty przedział bojowy), na której transportowana jest rakieta, jej głowica w osłonie termicznej oraz zamontowany został 5-tonowy dźwig. Ciężar wozu, bez rakiety i jej głowicy w osłonie termicznej, wynosi 24055 kg, a z ładunkiem 29985 kg. Do przerzutu ”Oki” na dalsze odległości mógł być wykorzystany dowolny rodzaj transportu, włączając w to kolejowy, samochodowy, lotniczy i morski.
Kompleks charakteryzuje się wysokim stopniem automatyzacji wszystkich czynności bojowych. Dobrze wyszkolona i przygotowana obsługa może zająć stanowisko startowe, dokonać przygotowań przedstartowych i odpalić pocisk w czasie krótszym niż 10 minut. Celami o pierwszorzędnym znaczeniu dla kompleksu ”Oka” są ważne punktowe, grupowe i powierzchniowe cele naziemne, jak na przykład stanowiska baterii obrony przeciwlotniczej, punkty dowodzenia, stanowiska kierowania lotnictwem taktycznym, wyrzutnie rakiet taktycznych i operacyjnych przeciwnika. Celami drugorzędnymi są systemy artyleryjskie dużego zasięgu, lotniska, magazyny, węzły łączności i komunikacyjne. Do niszczenia tych celów kompleks wykorzystuje rakiety kierowane z kilkoma typami głowic bojowych. W głowicę specjalną (termojądrową) uzbrojone były rakiety 9M714B, które znajdowały się wyłącznie w dyspozycji jednostek rakietowych Armii Radzieckiej.
Próby stanowiskowe silników oraz testy części bojowych rakiet 9M714 prowadzono w NII Geodezji na dawnym poligonie artyleryjskim w Sofrino pod Moskwą. Początkowo produkcję rakiet i samobieżnych wyrzutni powierzono Fabryce Produkcji Maszyn Ciężkich w Pietropawłowsku. Ostatecznie w tych zakładach prowadzono jedynie montaż wyrzutni 9P71, natomiast produkcję rakiet w sierpniu 1975 r., przeniesiono do Wotkinska (Wotkinskie Zakłady Budowy Maszyn). Pierwsza rakieta do prób została dostarczona na poligon w listopadzie 1977 r., a w grudniu 1977 r. przeprowadzono jej udane odpalenie. Pozytywne rezultaty prób lotno-konstruktorskich, prowadzonych na Centralnym Poligonie Państwowym nr 4 pod Kapustin Jarem pozwoliły przejść do etapu prób państwowych. Prowadzono je w latach 1977–1979.
Kompleks został przyjęty do uzbrojenia Armii Radzieckiej 25.06.1980 r. Wprowadzanie do uzbrojenia systemu 9K71 ”Oka” rozpoczęto w wojskach lądowych w 1980 r. Organizacyjnie tworzyły brygady rakiet operacyjno-taktycznych wojsk lądowych, w których znajdowało się 12 lub 18 wyrzutni, a także pojazdy transportowo-załadowcze, transportowe, trenażery i wyposażenie technologiczne. W sumie w Siłach Zbrojnych ZSRR w system ”Oka” przezbrojono 6 brygad. Od 1979 do 1987 r. wyprodukowano i dostarczono wojsku 106 wyrzutni, 88 pojazdów transportowo-załadowczych oraz 450 rakiet 9M714.
W ramach rozładowywania napięcia międzynarodowego pomiędzy supermocarstwami, ZSRR i Stany Zjednoczone Ameryki podpisały w 1987 r. porozumienie o likwidacji systemów rakietowych średniego i mniejszego zasięgu (ang. INF Treaty). Sekretarz Generalny KC KPZR Michaił Gorbaczow i Minister Spraw Zagranicznych ZSRR Eduard Szewardnadze, na żądanie strony amerykańskiej - jako wyraz dobrej woli - włączyli do listy rakiet mających podlegać redukcji także kompleks 9K714 (oznaczenie zachodnie SS-23 Spider), choć jego zasięg był mniejszy niż ustalona na 500 km dolna granica dla rakiet średniego i mniejszego zasięgu. W protokołach układu kompleks ten oznaczono jako OTR-23. Zgodnie z ustaleniami układu, likwidacji podlegać miały tylko rakiety i wyrzutnie znajdujące się w uzbrojeniu jednostek ZSRR. W listopadzie 1987 r. w uzbrojeniu jednostek Armii Radzieckiej znajdowały się 102 wyrzutnie systemu ”Oka”. Niszczenie rakiet 9M714 i wyrzutni prowadzono w latach 1988−1989 r.
Po zniszczeniu zgodnie z Traktatem INF rakiet ”Oka” rozpatrywano wykorzystanie przekonstruowanej rakiety 9M714 w geofizycznym systemie ”Sfera”, który przeznaczony był do prowadzenia poza atmosferą ziemską eksperymentów naukowych z zakresu mikrograwitacji. Jeszcze na początku XXI wieku specjaliści BGTU Wojenmech proponowali wykorzystać rakiety typu ”Oka” jako nosiciela środków ratunkowych. Ładunek użyteczny o masie do 230 kg mógłby być dostarczany na odległość do 840 km w czasie 410 s.
W wariancie z rakietami z głowicami konwencjonalnymi zaoferowano ”Okę” w latach 80 XX w. wybranym państwom tzw. Układu Warszawskiego. Taka decyzja naczelnego dowództwa UW związana była z realizowanym wówczas planem zwiększenia możliwości bojowych poszczególnych państw UW i wprowadzaniem z tej racji szeregu typów uzbrojenia nowego pokolenia. Decyzję o zakupie systemu 9K714 podjęły wówczas Czechosłowacka Republika Socjalistyczna, Niemiecka Republika Demokratyczna i Bułgarska Republika Ludowa. ZSRR przekazał łącznie 72 rakiety wraz z towarzyszącymi im systemami zabezpieczającymi. Najkrócej służyły ”Oki” w NRD, wkrótce po zjednoczeniu Niemiec zostały one złomowane (rezultat Traktatu 2+4). Do Czechosłowacji sprzęt docierał w kilku etapach od 1986 r. Łącznie dostarczono 4 samobieżne wyrzutnie 9P71, 4 pojazdy transportowo-załadowcze 9T230, 4 pojazdy transportowe 9T240, 18 nosicieli rakietowych 9M714, 18 głowic bojowych 9N74K, a także dalsze urządzenia zabezpieczające. Czechosłowacka Armia Ludowa zakupiła kompleks ”Oka” z rakietami kierowanymi 9M714K, wyposażonymi w konwencjonalne głowice kasetowe 9N74K. Po podziale państwa na Czechy i Słowację, doszło także do rozdziału kompleksu ”Oka”. W 1992 r. ustalono, że ich podział pomiędzy Czechy i Słowację zostanie dokonany w stosunku 2:1 jeśli idzie o nosiciele rakietowe i głowice, zaś wyrzutni i sprzętu zabezpieczającego w stosunku 1:1. Czesi wycofali swe ”Oki” ze służby w połowie lat 90 XX w., a ostateczną ich likwidację zakończono w 1997 r. ”Oki” Sił Zbrojnych Słowacji zostały wprowadzone do uzbrojenia 5 Pułku Rakiet, utworzono z nich 1 Baterię Ogniową z dwoma sekcjami startowymi. W połowie 1999 r. została zatwierdzona decyzja o wycofania kompleksu z uzbrojenia. Po zakończeniu likwidacji słowackich egzemplarzy, jedynym użytkownikiem kompleksu 9K714 na świecie pozostała Bułgaria.
W latach 80 XX w., zostały zapoczątkowane prace nad zmodernizowanym systemem ”Oka-U” z rakietą wyposażoną w system samonaprowadzania części głowicowej. System rakietowy miał być przeznaczony do przenoszenia jądrowych oraz konwencjonalnych środków rażenia przy działaniu autonomicznym, jak też w składzie kompleksu rozpoznawczo-uderzeniowego. Rakieta miała być jednostopniowa, napędzana silnikiem rakietowym na paliwo stałe z systemem zerowania ciągu. Posiadać miała oddzielaną, kierowaną część głowicową. Sterowanie odbywać się miało za pomocą sterów gazowych i aerodynamicznych. W odróżnieniu od zwykłej ”Oki”, nowy system cechować miała większa celność. Pocisk miał być kierowany na całej trajektorii lotu i mógł być naprowadzany w locie na nieruchome, jak i przemieszczające się cele naziemne z wykorzystaniem danych z samolotów A-50. Posiadać miał też rozszerzony asortyment części bojowych. Projektowanie samobieżnej wyrzutni i pojazdu transportowo-załadowczego rozpoczęto w Biurze Konstrukcyjnym Zawoda Barrikady w 1982 r. Do 1987 r. wyrzutnia była gotowa do prób. Pojazdy bojowe zaprojektowano na bazie czteroosiowego, samonośnego, niepływającego podwozia kołowego BAZ-69481. Na wyrzutni znajdowały się dwie rakiety.
Próby stanowiskowe silników oraz części bojowych, prowadzono w NII Geodezji na poligonie pod Sofrino. Do 1989 r. nowy system rakietowy był gotowy do prób państwowych. W związku z podpisaniem przez ZSRR traktatu o likwidacji rakiet średniego i małego zasięgu kompleks prób już nie przechodził, a egzemplarze doświadczalne rakiet ”Oka-U” zostały zniszczone. Jednakże w związku z brakiem w Armii Rosyjskiej armijnych kompleksów rakietowych, na początku lat 90 XX w. prace nad ”Oką-U” były kontynuowane. Nowa konstrukcja otrzymała oznaczenie ”Iskander”.

## Użytkownicy
Byli użytkownicy
- Bułgaria – wycofane w 2002 roku.

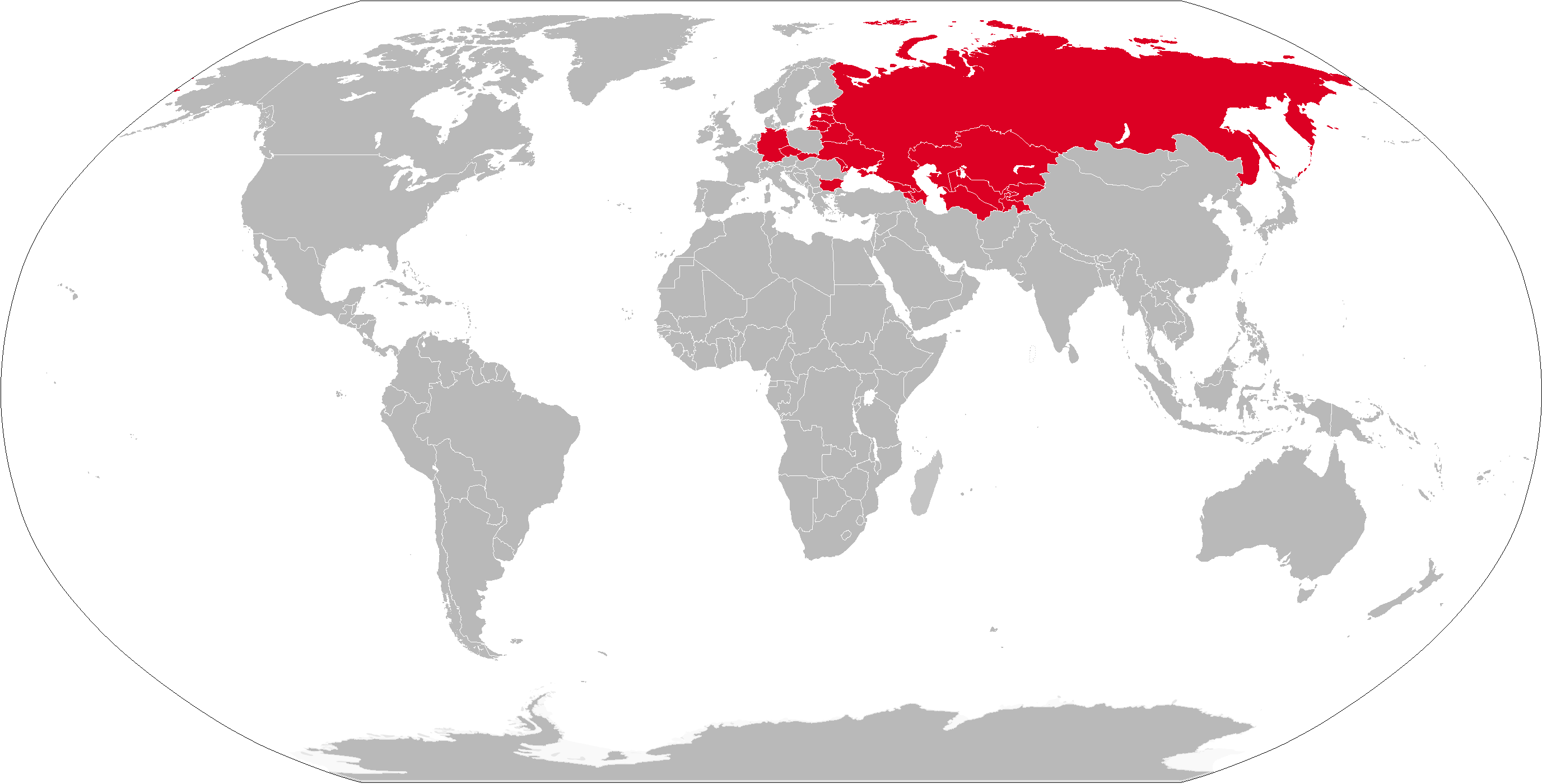
Użytkownicy Oki - czerwony

- Czechy – wycofane w latach 90 XX w.
- Czechosłowacja
- NRD
- Niemcy – wycofane w latach 90 XX w.
- Rosja
- Słowacja – wycofane w 2000 roku.
- Ukraina
- ZSRR

Niedoszli użytkownicy
- Polska – w drugiej połowie lat 80 XX w. planowano wprowadzić na uzbrojenie brygady 9K714, jednak problemy gospodarcze PRL spowodowały, że z tego planu zrezygnowano[2].